# Les Hommes nouveaux (revue)
En 1912, Blaise Cendrars fonde Les Hommes nouveaux, revue libre (franco-allemande), en compagnie de deux amis, Emil Szittya, un anarchiste d'origine hongroise, et de Marius Hanot,,. L'adresse de la revue est celle de Cendrars : 4, rue de Savoie, Paris,.

## Éléments historiques
Les trois directeurs de la revue sont mentionnés au sommaire, dont Hanot avec la présentation d'une étude dithyrambique sur André Suarès. Dans son numéro unique publié en octobre 1912, Blaise Cendrars écrit plusieurs textes en français et en allemand sous plusieurs pseudonymes : Jack Lee, Diogène et… Blaise Cendrars puisqu'il est né Frédéric Sauser. Elle contient par ailleurs deux bois de Maurice Nalewo. Ce numéro est si rare qu'il ne figure même pas à la BnF[réf. souhaitée].
Les épreuves d'un numéro 2 qui ne paraîtra pas sont conservées dans le Fonds Blaise Cendrars des Archives littéraires suisses à Berne[réf. souhaitée]. 
C'est comme hors série des Hommes nouveaux que Cendrars a publié son premier poème écrit à New York en 1912 : Les Pâques,,, qui deviendra Les Pâques à New York en 1919.
La page de couverture des Hommes nouveaux mentionne curieusement « série 3, n°1 » et il est précisé à l'intérieur : « 1re série : Paris 1910. / 2e série : Vienne + Munich 1911./  Cette 3e série : Paris 1912, paraît en français et allemand »,.

## Sommaire
Le sommaire comprend les articles suivants : 
- Blaise Cendrars, La corne d’abondance (p. 3),
- Emil Szitya, Dostojewski (p. 4),
- Marius Hanot, Suarès (p. 8),
- Blaise Cendrars, Séquences (p. 11),
- Jack Lee [B. Cendrars], Anarchismüs und schönheit (p. 12),
- Diogène [B. Cendrars], Le Tonneau (p. 16).

## Postérité
Le 18 juin 2010, une journée d'études est organisée par l'Université Paris-Nanterre et l'Association Internationale Blaise Cendrars, dont les actes sont publiés en juin 2012 pour le centenaire de la revue.